# Жозеф-Поль Гемар
Жозеф-Поль Гемар (фр. Joseph Paul Gaimard) — французький лікар, мандрівник та натураліст.

## Біографія
Жозеф-Поль Гемар народився в Сен-Зашарі 31 січня 1793 року. Вивчав медицину у військово-морській медичній школі в Тулоні, згодом підвищував свою кваліфікацію працюючи морським хірургом. Разом з Жан-Рене-Констаном Куа, служив хірургом та натуралістом на кораблях «Уранія» (фр. L'Uranie) під командуванням Луї де Фрейсіне (1817—1820) і «Астролябія» (фр. L'Astrolabe) під командуванням Дюмон-Дюрвіля (1826—1829). На цих суднах він здійснив дві навколосвітні подорожі. Під час другої подорожі вони виявили нині вимерлого тонганського гігантського сцинка Tachygia microlepis.
Далі Гемар як лікар вивчав епідемію холери в Європі. Опублікував у співавторстві з Ніколасом Жерардіном (Nicolas Vincent Auguste Gerardin, 1790—1868) монографію «Du choléra-morbus en Russie, en Prusse et en Autriche, pendant les années 1831—1832» (Холера в Росії, Пруссії та Австрії у 1831—1832 роках).
Він був науковим керівником на кораблі «La Recherche» (1835—1836) під час експедиції в Арктику Вивчав фауну біля узбережжя Ісландії та Гренландії у 1835—1836 роках. За результатами цих поїздок опублікував 9-томну «Подорож до Ісландії та Гренландії» («Voyage en Islande et au Groënland») (8 томів тексту, один географічних ілюстрацій).
У 1838-1840 роках знову ж на борту «La Recherche», він був керівником наукової експедиції у Лапландію, Шпіцберген і Фарерські острови.
Він ніколи не був одружений. У 1848 році він вийшов у відставку і помер у злиднях. Про його життя після відставки мало відомо.

## Епоніми
На честь Жозеф-Поля Гемара названі численні види; зокрема:
- Кенгуру Bettongia gaimardi (Desmarest, 1822).[13]
- Бокоплав Byblis gaimardi (Krøyer, 1846).
- Креветка Eualus gaimardii (H. Milne Edwards, 1837).
- Губан Coris gaimard (Quoy & Gaimard, 1824);
- Рід рослин Gaimardia (Gaudich.)
- Водорость Lophurella gaimardii (Gaudich. ex C.Agardh) De Toni, 1905).[14]
- Баклан Phalacrocorax gaimardi (Lesson & Garnot, 1828).[15]